# 오토매틱 트랜스미션 플루이드

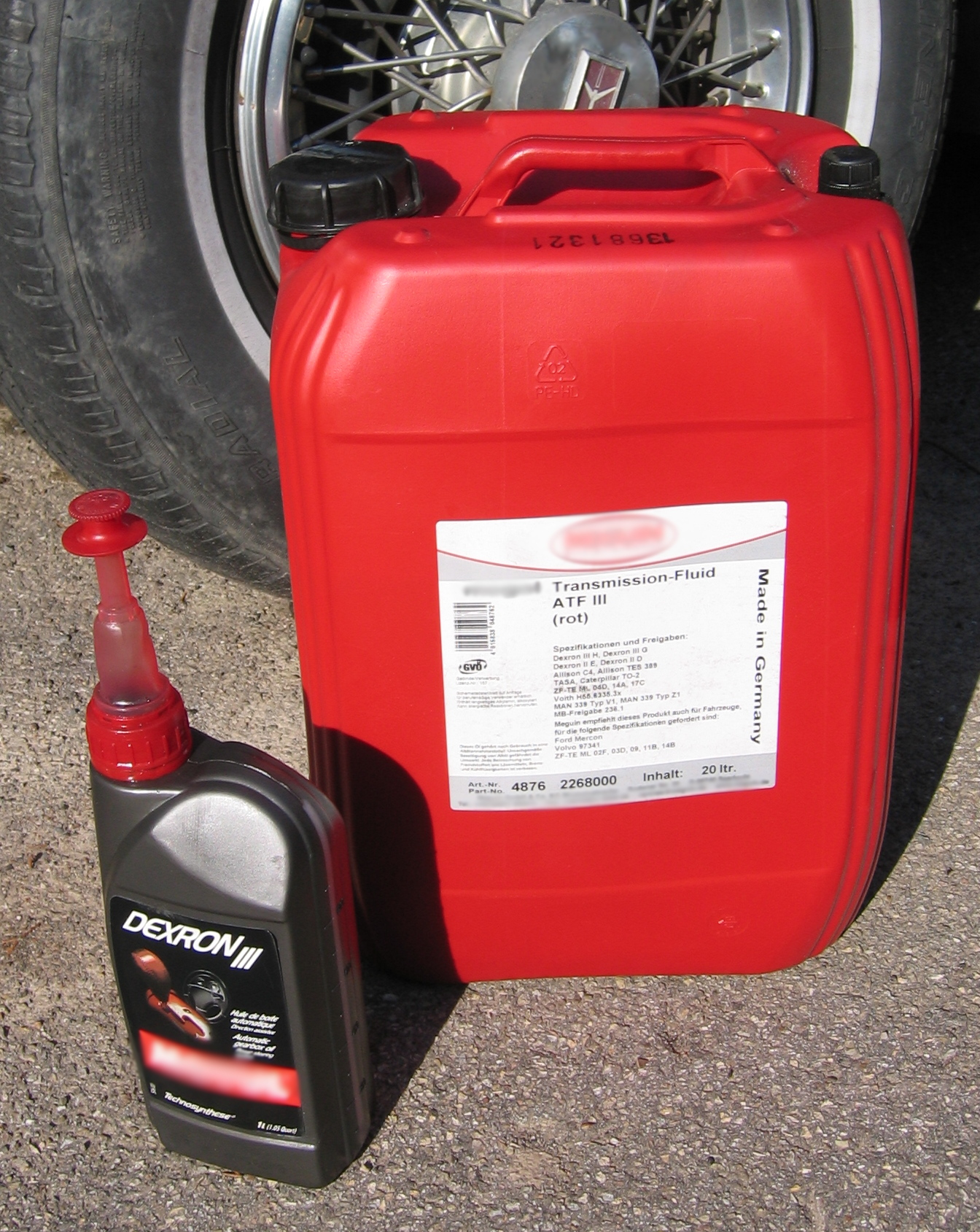
오토매틱 트랜스미션 플루이드

오토매틱 트랜스미션 플루이드(Automatic transmission fluid, ATF)는 자동변속기 차량에 사용되는 유압유의 일종이다. 이는 일반적으로 자동차 기름 및 기타 유체와 구별하기 위해 빨간색 또는 녹색으로 표시된다.
이 유체는 밸브 작동, 브레이크 밴드 마찰, 토크 컨버터 및 기어 윤활과 같은 변속기의 특수 요구 사항에 맞게 최적화되었다.
이 물질은 일부 파워스티어링 시스템의 유압유, 일부 4WD 트랜스퍼 케이스 및 일부 최신 수동변속기의 윤활유로도 사용된다.